# 新川駅 (兵庫県)
新川駅（しんかわえき）は、兵庫県神戸市兵庫区明和通2丁目にあった日本国有鉄道（国鉄）の貨物駅である。山陽本線貨物支線（通称、兵庫臨港線）の駅であった。

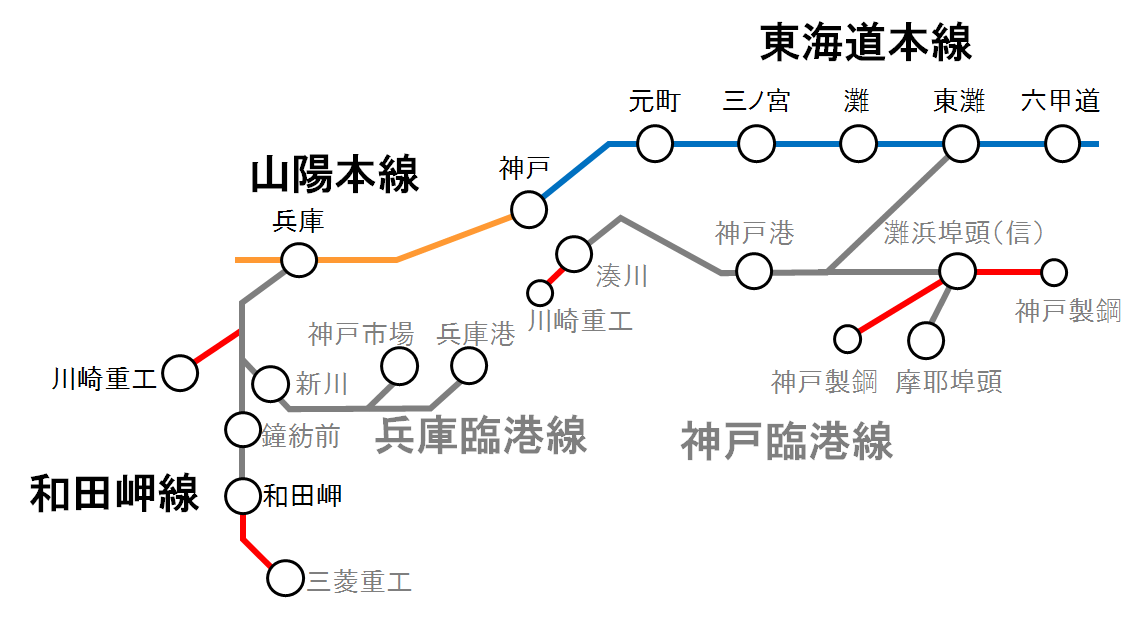
神戸臨港線と和田岬線、兵庫臨港線

## 概要

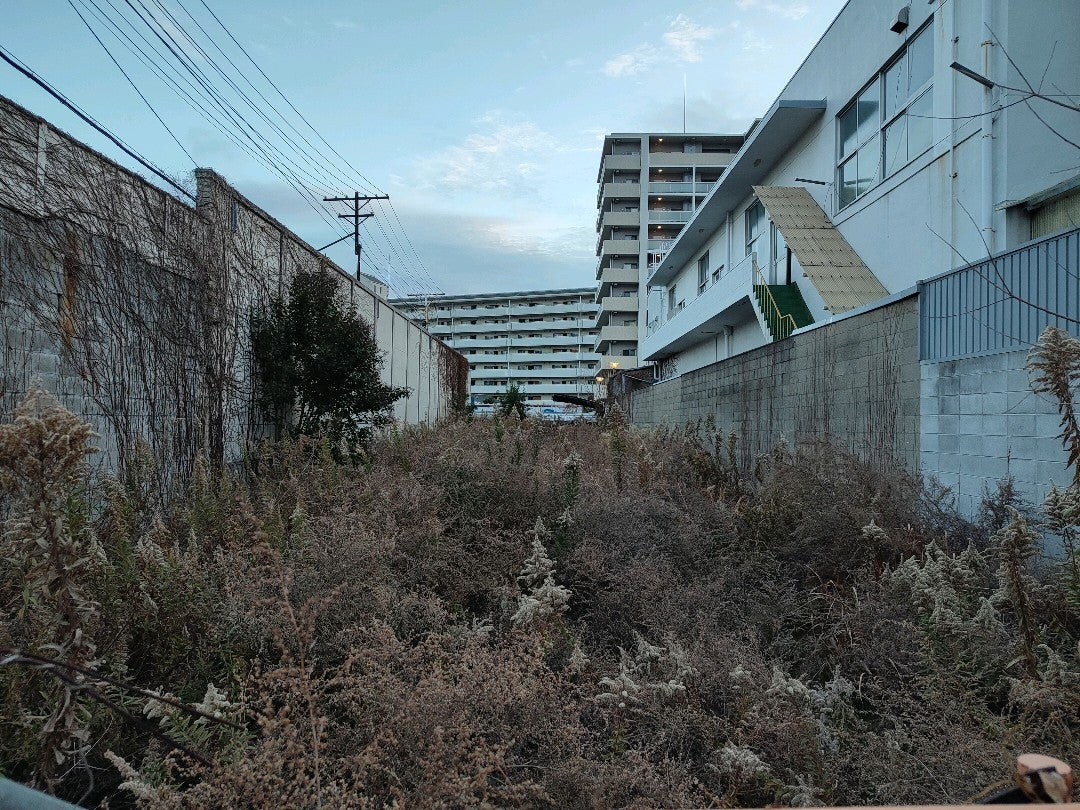
跡地（2022年1月)

和田岬線と兵庫臨港線の分岐点のすぐ東側に位置していた。工場に囲まれていたため駅構内は狭いが、有蓋車用車扱貨物ホームを備えていた。また駅北側にある松村石油神戸工場や、駅東側にある日清製粉神戸工場へ専用線が続き、貨物輸送を行っていた。
現在駅跡地は駐車場等となっている。また周辺工場の形状に路線の面影を残している。

## 歴史
- 1893年（明治26年）12月3日：山陽鉄道の新川荷扱所（貨物駅）として開業[1]。当時は、和田岬線上にある扱いであった。
- 1906年（明治39年）12月1日：山陽鉄道が国有化。
- 1911年（明治44年）11月1日：和田岬線上から別の貨物支線上の駅に変更。
- 1919年（大正8年）10月15日：新川駅に昇格[1]。
- 1932年（昭和7年）12月16日：神戸市場駅まで貨物支線が開通[1]。
- 1933年（昭和8年）6月21日：兵庫港駅まで貨物支線が開通[1]。
- 1974年（昭和49年）10月1日：「荷貨一元化」により小荷物の取扱を開始[1]（一般駅となる）。
- 1976年（昭和51年）10月1日：小荷物の取扱を廃止（貨物駅に戻る）[1]。
- 1984年（昭和59年）2月1日：兵庫臨港線全廃により廃止[1]。

## 駅周辺
- 日清製粉神戸工場
- 松村石油神戸工場・技術部[2]
- 川崎重工業兵庫工場
- 兵庫県道489号兵庫埠頭線

## 隣の駅
日本国有鉄道
山陽本線貨物支線（兵庫臨港線）
兵庫駅 - 新川駅 - 神戸市場駅
新川駅 - 兵庫港駅